# De Soto National Memorial
Das De Soto National Memorial, acht Kilometer westlich von Bradenton, Florida, erinnert an die Landung von Hernando de Soto im Jahr 1539 und die erste umfassende Erforschung die ein Europäer im Süden der heutigen USA unternommen hat.

## De Soto-Expedition

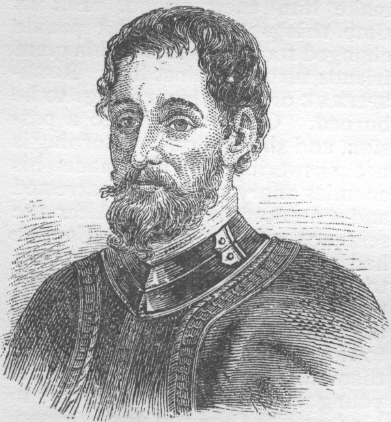
Hernando de Soto

Im Mai 1539 landete Hernando de Soto mit einer Armee von über 600 Soldaten in der Tampa Bay. Ihre neuen Schiffe waren mit 220 Pferden, einer Schweineherde, Hunden, Kanonen, Musketen, Rüstungen, Werkzeug und Verpflegung beladen. Sie führten den Befehl des spanischen Königs Karl V. aus. Sie sollten nach La Florida segeln und das Land „erobern, besiedeln und befrieden“.
Die Expedition hat nicht soviel Gold und Wertsachen abgeworfen, wie die Männer erwartet hatten. Stattdessen marschierten sie von einem Ort zum anderen, nahmen sich Lebensmittel und versklavten die Indianer um sie als Führer und Träger zu nutzen. Bei dieser vier Jahre dauernden, 6.400 km langen Expedition starben hunderte Menschen. Die de Soto-Expedition veränderte das Aussehen des amerikanischen Südostens für immer und zwang die Spanier ihre Rolle in der Neuen Welt neu zu bewerten. Letztendlich wurden die Berichte über die Kultur der Indianer und die Vielfalt der Landschaft, die die Überlebenden aus eigener Erfahrung schrieben, zu einer bleibenden Hinterlassenschaft der Expedition.

## Historische Anerkennung
Das National Memorial wurde am 11. März 1948 vom United States Congress genehmigt. Am 15. Oktober 1966 wurde das De Soto National Memorial in das National Register of Historic Places eingetragen.
Die Aufgabe des De Soto National Memorial ist es, die kontroverse Geschichte dieser Erkundung zu erhalten und ihre Bedeutung für die amerikanische Geschichte zu interpretieren. Für die Besucher werden Szenen aus der Geschichte nachgespielt, sie können ein Rüstungsteil anprobieren oder in einer Nachbildung der Küstenlandschaft Floridas einen Weg gehen, wie ihn die Konquistadoren vor 500 Jahren gegangen sind.